# Uno Palu
Pour les articles homonymes, voir Palu.
Uno Palu, né le 8 février 1933 à Sindi et mort le 15 janvier 2024, est un athlète estonien, représentant l'Union soviétique (URSS), spécialiste du décathlon. Il appartenait au Dynamo à Tallinn.

## Biographie
Uno Palu termine quatrième du décathlon aux Jeux olympiques de 1956 et remporte la médaille d'argent aux Championnats d'Europe d'athlétisme 1958. Il est désigné sportif estonien de l'année en 1956 et en 1958.

### Palmarès
| Date | Compétition           | Lieu      | Résultat | Performance |
| ---- | --------------------- | --------- | -------- | ----------- |
| 1956 | Jeux olympiques       | Melbourne | 4e       | 6 930 pts   |
| 1958 | Championnats d'Europe | Stockholm | 2e       | 7 329 pts   |

### Records
| Épreuve   | Performance  | Lieu   | Date            |
| --------- | ------------ | ------ | --------------- |
| Décathlon | 7 498 points | Moscou | 18 juillet 1960 |